# Premier3
Walkman Phone, Premier3(ウォークマン フォン プレミアキューブ）は、ソニー・エリクソン・モバイルコミュニケーションズ（現：ソニー〈新法人〉）が日本国内向けに開発した、auブランドを展開するKDDIおよび沖縄セルラー電話のCDMA 1X WIN対応携帯電話である。製造型番はSOY01（えすおーわい ぜろいち）。

## 概要
日本国内向けの「Walkman Phone」シリーズの2機種目であり、「ウォークマンケータイ」としては通算4代目。今まで同シリーズの日本国内向け端末はすべてスライド型だったが、本機はW44S以来となるデュアルオープン式が採用された。先代のWalkman Phone, Xminiは再生に特化した端末だが、Premier3はかつての同社の同キャリア向けの音声用端末C404S DIVA同様、手持ちのポータブルCDプレイヤーやポータブルMDプレイヤーなどのオーディオ機器のアナログ出力から録音（ビットレートは128kbpsに固定される）できるダイレクトレコーディング機能を備える（この機能を使うには別売りのアナログライン入力用接続ケーブルが必要）。また、ステレオスピーカー付きのUSBクレードルも同梱されており、端末を充電したり音楽をスピーカーで聞くことができる。他にはワンセグやBluetooth、グローバルパスポートCDMA、319万画素（約3.2Mピクセル）のカメラ機能に対応する。
なお、これまで日本国内向けのウォークマンケータイおよびWalkman Phoneは、数GBの大容量内蔵メモリが搭載されるのが通例であったが、本機の本体メモリは50MB（BREW専用として別途50MB）という、比較的小さい容量のものとなっている。その代わりとして2GBのmicroSDカードが付属しているが、microSDHCカードやメモリースティックマイクロには対応していない。

## 沿革
- 2009年（平成21年）
  - 1月29日 - KDDI、およびソニー・エリクソン・モバイルコミュニケーションズより公式発表。
  - 2月6日 - 全国にて一斉発売。
  - 7月末 - 販売終了。
- 2012年（平成24年）7月22日 - 旧800MHz帯による3Gサービスの完全終了・完全停波。それ以後は新800MHz帯、および2GHz帯での利用となる。
- 2022年（令和4年）3月31日（予定） - 3Gサービスの完全終了・完全停波により当端末は利用不可となる[4]。

## 主な機能・サービス
| 主な対応サービス                                                                        | 主な対応サービス                 | 主な対応サービス                                             | 主な対応サービス                                                           |
| --------------------------------------------------------------------------------------- | -------------------------------- | ------------------------------------------------------------ | -------------------------------------------------------------------------- |
| LISMO! (着うたフル) (着うたフルプラス) (LISMOビデオクリップ) (LISMO Video) (LISMO Book) | EZケータイアレンジ               | バーコードリーダー&メーカー                                  | PCサイトビューアー                                                         |
| au BOX                                                                                  | ワイヤレスミュージック           | au Smart Sports Run & Walk Karada Manager カロリーカウンター | EZナビウォーク                                                             |
| EZ助手席ナビ                                                                            | 安心ナビ                         | 災害時ナビ                                                   | ナカチェン                                                                 |
| EZアプリ FullGame! Bluetooth対戦                                                        | EZアプリ(BREW)                   | オープンアプリプレイヤー                                     | PCドキュメントビューアー                                                   |
| アレンジメニュー                                                                        | au oneガジェット                 | じぶん銀行アプリ                                             | EZ・FM                                                                     |
| EZチャンネル EZチャンネルプラス EZニュースフラッシュ EZニュースEX （Web版のみ対応）     | Touch Message                    | EZFeliCa                                                     | ケータイ de PCメール                                                       |
| デコレーションメール                                                                    | デコレーションアニメ             | au one メール                                                | 緊急通報位置通知                                                           |
| ワンセグ                                                                                | グローバルパスポート (CDMA・GSM) | 赤外線通信(IrMC 1.1)                                         | Bluetooth(Ver.2.0+EDR) auフェムトセル (別途、ケータイアップデートにて対応) |

## 不具合および新機能の追加
2009年3月10日に以下の不具合の修正がケータイアップデートにより行われた。
- ミュージックキーなどを押下すると、サブディスプレイの表示が乱れる場合がある

2009年4月24日に以下の不具合の修正と変更がケータイアップデートにより行われた。
- EZweb利用中に電源のリセットやキー操作を受付けない状態になる場合がある
- マルチプレイウィンドウにて「データフォルダ」と「microSDデータフォルダ」を同時起動しようとした場合に表示されるポップアップ画面の内容を変更

2010年6月24日に以下の新機能の追加がケータイアップデートにより行われた。
- 宅内用小型基地局「auフェムトセル」に対応した